# 雷霆特攻隊
雷霆特攻隊（英語：Thunderbolts），是漫威漫畫中的虛構反英雄組織，由寇特·布賽克和馬克·巴格利共同創作。雷霆特攻隊首次登場於《無敵浩克》Vol.2 #449（1997年1月）。

## 其他媒體

### 動畫
- 《終極蜘蛛人》
- 《復仇者聯盟之正義出擊（英语：Avengers Assemble (TV series)）》
- 《英雄崛起：決戰樂團（英语：Marvel Rising）》

### 電影
- 漫威電影宇宙
  - 《雷霆特攻隊*》（2025年）[1]：成員包括葉蓮娜·貝洛娃、巴奇·巴恩斯、幽靈、美國特工以及紅色守衛者[2]。電影結尾改以新名稱「新復仇者聯盟」活動。

### 遊戲
- 《漫畫英雄：終極聯盟2（英语：Marvel: Ultimate Alliance 2）》
- 《樂高：復仇者聯盟（英语：Lego Marvel's Avengers）》

## 外部連結
- 雷霆特攻隊 （页面存档备份，存于） 超級英雄數據庫
- 雷霆特攻隊 （页面存档备份，存于） Marvel.com
- 雷霆特攻隊 （页面存档备份，存于） 漫威维基百科